# Calamagrostis sesquiflora
Calamagrostis sesquiflora är en gräsart som först beskrevs av Carl Bernhard von Trinius, och fick sitt nu gällande namn av Nikolai Nikolaievich Tzvelev. Calamagrostis sesquiflora ingår i släktet rör, och familjen gräs. Inga underarter finns listade i Catalogue of Life.